# Liste der Kulturgüter in Concise
Die Liste der Kulturgüter in Concise enthält alle Objekte in der Gemeinde Concise im Kanton Waadt, die gemäss der Haager Konvention zum Schutz von Kulturgut bei bewaffneten Konflikten, dem Bundesgesetz vom 20. Juni 2014 über den Schutz der Kulturgüter bei bewaffneten Konflikten sowie der Verordnung vom 29. Oktober 2014 über den Schutz der Kulturgüter bei bewaffneten Konflikten unter Schutz stehen.
Objekte der Kategorien A und B sind vollständig in der Liste enthalten, Objekte der Kategorie C fehlen zurzeit (Stand: 1. Januar 2023).

## Kulturgüter
| Foto |                                                                                            | Objekt                                                                                                   | Kat. | Typ | Standort                            | Beschreibung |
| ---- | ------------------------------------------------------------------------------------------ | --- | ---- | --- | ----------------------------------- | --- |
| ja   | Datei hochladen · Wikidata zu Ehemalige Kartause La Lance (Q2961267)                       | Ehemalige Kartause La Lance / Ancienne chartreuse de La Lance KGS-Nr.: 06005                             | A    | G   | La Lance 1, 2 546515 / 189999       | Umfasst Kirche und Kloster, Ländereien, Bauernhaus, Waschhaus (ehemaliger Ofen), Schuppen und eingezäunter Garten, Schuppen, Zisternenraum, Pavillon, Brunnenabdeckung, Fischteich, Scheiterhaufen, Eiskeller, zwei Springbrunnen und Brunnen. |
| ja   | Datei hochladen · Wikidata zu La Raisse/ En Favarges (Q2940299)                            | La Raisse - En Favarges, römischer Steinbruch / La Raisse – En Favarges, carrière romaine KGS-Nr.: 06006 | A    | F   | La Raisse 547100 / 190250           | |
| BW   | Datei hochladen · Wikidata zu La Lance, Seeufersiedlung (Q29890688)                        | La Lance, bronzezeitliche Seeufersiedlung / La Lance, station lacustre de l’âge du bronze KGS-Nr.: 06007 | B    | F   | La Lance 546779 / 189879            | |
| ja   | Datei hochladen · Wikidata zu Reformierte Kirche Saint-Jean-Baptiste (Concise) (Q29890686) | Reformierte Kirche Saint-Jean-Baptiste / Église réformée Saint-Jean-Baptiste KGS-Nr.: 06008              | B    | G   | Place de l’Église 1 545189 / 189000 | |